# Arcadia
Arcadia (greacă Αρκαδία) este o regiune a Greciei în Peloponez.

## Arcadia modernă
Actualmente Arcadia este o prefectură greacă, în periferia Peloponez. Reședința sa este Tripoli.

## Istoric
În Arcadia se aflau în antichitate numeroase temple dedicate lui Zeus și Hera, fiind de asemenea și locul Stadionului Olimpic unde se desfășurau Jocurile Olimpice din Antichitate.
Datorită caracterului său muntos și faptului că este o regiune izolată a fost de multe ori de-a lungul istoriei zonă de refiugiu în caz de conflicte militare.

## Municipalități și comunități
| Municipalitate | Cod YPES | Reședință (dacă e diferită) | Cod poștal |
| -------------- | -------- | --------------------------- | ---------- |
| Apollonas      | 0501     | Tyros                       | 220 29     |
| Dimitsana      | 0506     |                             | 220 07     |
| Falanthos      | 0523     | Davia                       | 221 00     |
| Falaisia       | 0522     | Leontari                    | 220 21     |
| Gortyna        | 0505     | Karytaina                   | 220 22     |
| Iraia          | 0507     | Paloumba                    | 220 28     |
| Kleitor        | 0507     | Mygdalia                    | 220 28     |
| Kontovazaina   | 0509     |                             | 220 15     |
| Korythio       | 0510     | Steno                       | 221 00     |
| Lagkadia       | 0512     |                             | 220 03     |
| Leonidio       | 0514     |                             | 223 00     |
| Levidi         | 0513     |                             | 220 02     |
| Mantineia      | 0515     | Nestani                     | 220 05     |
| Megalopoli     | 0516     |                             | 222 00     |
| North Kynouria | 0503     | Astros                      | 220 01     |
| Skyritida      | 0517     | Vlachokerasia               | 220 16     |
| Tegea          | 0518     | Stadio                      | 220 12     |
| Trikolonoi     | 0519     | Stemnitsa                   | 220 24     |
| Tripoli        | 0520     |                             | 221 00     |
| Tropaia        | 0521     |                             | 220 08     |
| Valtetsi       | 0502     | Asea                        | 220 27     |
| Vytina         | 0504     |                             | 220 10     |
| Comunitate     | Cod YPES | Reședință (dacă e diferită) | Cod poștal |
| Kosmas         | 0511     |                             | 230 58     |